# Aeroportul Qabala
Aeroportul Qabala (IATA: GBB, ICAO: UBBQ) este un aeroport din Gabala, Raionul Qabala, Azerbaidjan. Aeroportul a fost tranzitat în 2014 de 55.651 de pasageri.
Situat la o altitudine de 344 m, aeroportul dispune de 1 pistă.

## Infrastructură

### Piste
Aeroportul dispune de o singură pistă. Pista are orientarea 16/34. 